# فهرست قنات‌های شهرستان جهرم
جدول زیر بر اساس آمار وزارت جهاد کشاورزی تهیه شده‌است. فهرست زیر قنات‌های شهرستان جهرم در استان فارس را نشان می‌دهد.
| نام قنات                 | موقعیت                  | نزدیک‌ترین روستا    | طول قنات (متر) | تعداد میله چاه | عمق مادر چاه | دبی (لیتر بر ثانیه) | سطح زیر کشت (هکتار) |
| ------------------------ | ----------------------- | ------------------ | -------------- | -------------- | ------------ | ------------------- | ------------------- |
| آب باریک                 | بخش خفر شهرستان جهرم    | قالینی             | ۳۰             | ۴۵             | ۲۵           | ۱۲                  | ۳۷۰                 |
| آب برم (قلات)            | بخش مرکزی شهرستان جهرم  | هکان               | ۴۵۰            | ۳۰             | ۱۰           | ۱۵                  | ۵۰                  |
| آب درباغ                 | بخش سیمکان شهرستان جهرم | جرمشت پایین        | ۲۰۰            | ۶              | ۳            | ۸                   | ۴                   |
| آب سقط                   | بخش مرکزی شهرستان جهرم  | هکان               | ۴۰۰            | ۲۵             | ۱۳           | ۱۲                  | ۸۰                  |
| آب سوراخ                 | بخش سیمکان شهرستان جهرم | بهجان              | ۸۰۰            | ۳۷             | ۸            | ۱۵                  | ۴                   |
| آب علی‌آباد               | بخش مرکزی شهرستان جهرم  | هکان               | ۸۰۰            | ۴۵             | ۱۲           | ۱۲                  | ۲۰                  |
| آب قنات بزرگ             | بخش خفر شهرستان جهرم    | برایجان            | ۵۰۰            | ۲۰             | ۷            | ۲۰                  | ۳۰                  |
| آب نو                    | بخش خفر شهرستان جهرم    | نعمت‌آباد           | ۳۰۰            | ۱۵             | ۱۸           | ۲۵                  | ۱۸                  |
| آب چشمه                  | بخش خفر شهرستان جهرم    | نعمت‌آباد           | ۳۰             | ۱              | ۵            | ۱۲                  | ۰                   |
| آب کتان                  | بخش خفر شهرستان جهرم    | آب کتان            | ۵۶۰            | ۴۷             | ۲۵           | ۲۶                  | ۳۵                  |
| آسیاب                    | بخش خفر شهرستان جهرم    | چغاده              | ۴۵۰            | ۳۰             | ۱۵           | ۵                   | ۱۵۰                 |
| ابگرمو                   | بخش مرکزی شهرستان جهرم  | هکان               | ۷۰             | ۷              | ۱۰           | ۱                   | ۱                   |
| اب‌آباد                   | بخش سیمکان شهرستان جهرم | استقل              | ۶۶             | ۵              | ۳            | ۵                   | ۱۵                  |
| اشکوری                   | بخش خفر شهرستان جهرم    | اشکوری             | ۱۰۰            | ۱۰             | ۸            | ۳۰                  | ۷۰                  |
| باغ انوری                | بخش سیمکان شهرستان جهرم | زاغ                | ۱۵۰            | ۷              | ۴            | ۲۵                  | ۳۰                  |
| باغ دره                  | بخش خفر شهرستان جهرم    | بابانار            | ۲۰۰            | ۱۰             | ۴            | ۳                   | ۱۶۰۰                |
| باغ نیرگ                 | بخش خفر شهرستان جهرم    | خفر                | ۲۰۰            | ۴              | ۱۰           | ۴۰                  | ۶۰                  |
| باغدامچه                 | بخش خفر شهرستان جهرم    | مزرعه باغدامچه     | ۱۵۰۰           | ۸۵             | ۱۲           | ۱۰                  | ۱۰۰۰                |
| باغچی                    | بخش سیمکان شهرستان جهرم | اغان               | ۵۰۰            | ۱۸             | ۶            | ۸۰                  | ۱۲۰                 |
| بدشک                     | بخش کردیان شهرستان جهرم | دنیان              | ۳۰۰            | ۴۰             | ۱۰           | ۳۰                  | ۵۰                  |
| بدنو                     | بخش خفر شهرستان جهرم    | نعمت‌آباد           | ۵۰۰            | ۲۰             | ۱۵           | ۷۰                  | ۸۰                  |
| بنارد-ماروج-آسیاب-نادابه | بخش خفر شهرستان جهرم    | برایجان            | ۳۰۰            | ۲۰             | ۹            | ۵۰                  | ۵۵                  |
| بوگیر-آسیاب ملک ماروج    | بخش خفر شهرستان جهرم    | برایجان            | ۲۵۰            | ۱۵             | ۹            | ۴۵                  | ۶۰                  |
| بیری                     | بخش مرکزی شهرستان جهرم  | هکان               | ۷۰۰            | ۴۵             | ۱۶           | ۱۵                  | ۳۰                  |
| بینوه                    | بخش مرکزی شهرستان جهرم  | هکان               | ۶۰۰            | ۳۵             | ۱۷           | ۲۵                  | ۱۴۰                 |
| بی بی کوچک کرمانی        | بخش مرکزی شهرستان جهرم  | مانیان             | ۱۲۰            | ۶              | ۸            | ۸                   | ۲۶                  |
| تنگ آب                   | بخش مرکزی شهرستان جهرم  | تنگو               | ۳۰۰            | ۱۵             | ۱۳           | ۲۵                  | ۵۰                  |
| توک                      | بخش خفر شهرستان جهرم    | قالینی             | ۱۰۰            | ۶              | ۵            | ۳۰                  | ۵۰                  |
| تی چنگ                   | بخش مرکزی شهرستان جهرم  | تی چنگ حاج‌آباد     | ۲۵۰            | ۳              | ۵۰           | ۱۰                  | ۲۵                  |
| تیرج کوگان               | بخش خفر شهرستان جهرم    | طاغون              | ۱۵۰            | ۴              | ۱۷           | ۳۰                  | ۴۰                  |
| تیزنو                    | بخش خفر شهرستان جهرم    | رزرجان             | ۵۰۰            | ۲۰             | ۲۲           | ۲۰                  | ۱۱۳                 |
| جاهو                     | بخش خفر شهرستان جهرم    | کراده              | ۲۵۰            | ۳۰             | ۲۰           | ۷۰                  | ۲۰۰                 |
| جلیل‌آباد                 | بخش خفر شهرستان جهرم    | جلیل‌آباد           | ۲۰۰۰           | ۱۰۰            | ۱۳           | ۱۵                  | ۵۰۰                 |
| جمشیدی                   | بخش خفر شهرستان جهرم    | شاغون              | ۸۰۰            | ۵۰             | ۲۵           | ۶۰                  | ۸۰                  |
| جوانمرد                  | بخش خفر شهرستان جهرم    | قالینی             | ۱۰۰            | ۱۰             | ۸            | ۱۰                  | ۴                   |
| حاجی محمدی               | بخش خفر شهرستان جهرم    | رفشان              | ۳۵۰            | ۳۰             | ۲۰           | ۱۵                  | ۱۰۰                 |
| حسن‌آباد                  | بخش سیمکان شهرستان جهرم | بهجان              | ۱۵۰            | ۲۰             | ۵            | ۱۲                  | ۲                   |
| حسین‌آباد                 | بخش خفر شهرستان جهرم    | کراده              | ۱۰۰۰           | ۱۰۰            | ۵            | ۱۰۰                 | ۷۵                  |
| حسین‌آباد قبلی            | بخش مرکزی شهرستان جهرم  | حسین‌آباد           | ۲۰۰۰           | ۱۰۰            | ۳۸           | ۱۵                  | ۵۰                  |
| حواجه شریف الدین         | بخش مرکزی شهرستان جهرم  | هکان               | ۲۰۰            | ۱۲             | ۸            | ۲۰                  | ۸۰                  |
| خارقان                   | بخش مرکزی شهرستان جهرم  | خارقان             | ۲۰۰۰           | ۳۶۰            | ۵۰           | ۵۰                  | ۲۰۰                 |
| خافترک                   | بخش خفر شهرستان جهرم    | خافتر              | ۴۸۰            | ۲۴             | ۲۳           | ۵۰                  | ۱۰۰                 |
| خرمکو شمس‌آباد            | بخش سیمکان شهرستان جهرم | باد مجان           | ۱۰۰            | ۱۱             | ۷            | ۱۵                  | ۶۰                  |
| خرم‌آباد                  | بخش مرکزی شهرستان جهرم  | خرم‌آباد            | ۳۰۰            | ۱۵             | ۸            | ۱۰                  | ۲۰۰                 |
| خرم‌آباد                  | بخش مرکزی شهرستان جهرم  | خرم‌آباد            | ۴۰۰            | ۲۰             | ۹            | ۸                   | ۰                   |
| خرم‌آباد                  | بخش مرکزی شهرستان جهرم  | خرم‌آباد            | ۷۰۰            | ۳۰             | ۸            | ۱۰                  | ۰                   |
| خونی                     | بخش مرکزی شهرستان جهرم  | هکان               | ۱۲۰            | ۹              | ۸            | ۷                   | ۳۵                  |
| درمه اولی                | بخش خفر شهرستان جهرم    | درمه               | ۲۰۰            | ۲۰             | ۳٫۵          | ۳۵                  | ۳۱                  |
| درمه دومی                | بخش خفر شهرستان جهرم    | درمه               | ۳۰             | ۳              | ۳            | ۱۵                  | ۱۵                  |
| دشتحضر                   | بخش خفر شهرستان جهرم    | کرفت               | ۳۰۰۰           | ۷۰             | ۷۵           | ۲۵                  | ۱۰۰                 |
| دشتدال                   | بخش سیمکان شهرستان جهرم | دشتدال             | ۲۵۰۰           | ۲۶۶            | ۱۲           | ۳۰                  | ۲۰۰                 |
| دشک                      | بخش مرکزی شهرستان جهرم  | گچ بروبالا         | ۳۰۰            | ۱۵             | ۱۲           | ۸                   | ۳۰                  |
| دهال                     | بخش خفر شهرستان جهرم    | کراده              | ۱۵۰            | ۳۲             | ۲۰           | ۶۰                  | ۱۵۰                 |
| رضویه                    | بخش کردیان شهرستان جهرم | ده زیر             | ۹۰۰            | ۴۰             | ۱۵           | ۱۶                  | ۲۰                  |
| سرای یاران               | بخش مرکزی شهرستان جهرم  | هکان               | ۸۰             | ۸              | ۸            | ۱۰                  | ۲۰۰                 |
| سرو                      | بخش مرکزی شهرستان جهرم  | سرو                | ۲۰۰            | ۱۰             | ۹            | ۱۰                  | ۳۰                  |
| سرو                      | بخش مرکزی شهرستان جهرم  | سرو                | ۳۰۰            | ۱۵             | ۹            | ۱۰                  | ۳۰                  |
| سرویه                    | بخش خفر شهرستان جهرم    | رزرجان             | ۶۰۰            | ۳۰             | ۲۴           | ۱۰                  | ۴۰                  |
| سرکوچک                   | بخش خفر شهرستان جهرم    | برایجان            | ۵۰۰            | ۱۵             | ۵            | ۱۰                  | ۲۰                  |
| سلیمان‌آباد               | بخش کردیان شهرستان جهرم | سلیمان‌آباد         | ۳۰۰۰           | ۶۵             | ۱۵           | ۲۰                  | ۲۰                  |
| سنج یوسفی                | بخش خفر شهرستان جهرم    | چغاده              | ۴۵۰            | ۲۲             | ۱۲           | ۲۴                  | ۱۵۰                 |
| سه دهنه                  | بخش خفر شهرستان جهرم    | قالینی             | ۱۵۰            | ۲۲             | ۲۵           | ۴۰                  | ۱۰۰                 |
| سهیل‌آباد                 | بخش خفر شهرستان جهرم    | مزرعه سهیل‌آباد     | ۱۵۰۰           | ۸۸             | ۱۵           | ۲۰                  | ۳۰۰                 |
| سپیداری                  | بخش خفر شهرستان جهرم    | چغاده              | ۱۶۰۰           | ۵۰             | ۱۵           | ۱۰                  | ۵۰                  |
| سیرکی                    | بخش خفر شهرستان جهرم    | کراده              | ۱۰۰            | ۱۲             | ۱۰           | ۳۰                  | ۸۰                  |
| شاغون                    | بخش خفر شهرستان جهرم    | شاغون              | ۲۵۰            | ۱۰             | ۱۵           | ۴۵                  | ۶۰                  |
| شاهزاده ابراهیم          | بخش خفر شهرستان جهرم    | نعمت‌آباد           | ۶۰۰            | ۲۳             | ۱۴           | ۵                   | ۱۲                  |
| شهرویه                   | بخش سیمکان شهرستان جهرم | کوشک سرتنگ         | ۶              | ۱۵             | ۳            | ۳۰                  | ۳۰                  |
| شیخ احمدی                | بخش خفر شهرستان جهرم    | خاوران             | ۲۰۰۰           | ۶۵             | ۳۲           | ۶۰                  | ۳۰۰                 |
| صادق‌آباد                 | بخش مرکزی شهرستان جهرم  | صادق‌آباد           | ۳۶۰۰           | ۲۴۰            | ۳۵           | ۲۵                  | ۵۰                  |
| صفی‌آباد                  | بخش خفر شهرستان جهرم    | نعمت‌آباد           | ۶۰۰            | ۱۴             | ۱۷           | ۱۵                  | ۱۰                  |
| علی اکبرخانی             | بخش خفر شهرستان جهرم    | مزرعه علی اکبرخانی | ۱۴۰۰           | ۸۰             | ۲۰           | ۳۰                  | ۷۰۰                 |
| غریبو                    | بخش کردیان شهرستان جهرم | تی چنگ             | ۲۰۰            | ۲۰             | ۱۰           | ۴                   | ۱۰                  |
| فخرآباد                  | بخش مرکزی شهرستان جهرم  | هکان               | ۷۰۰            | ۴۵             | ۱۵           | ۱۰                  | ۱۰                  |
| قم‌آباد                   | بخش سیمکان شهرستان جهرم | قم‌آباد             | ۵۰             | ۱۰             | ۴            | ۱۰                  | ۴۰۰                 |
| قنات دوغاره أی           | بخش مرکزی شهرستان جهرم  | دوغاره أی          | ۲۰۰            | ۵              | ۵            | ۵                   | ۲۵                  |
| قنات ملوان               | بخش خفر شهرستان جهرم    | ملوان              | ۳۵۰            | ۵۰             | ۱۲           | ۲۵                  | ۲۰۰                 |
| قنات نو                  | بخش خفر شهرستان جهرم    | خاوران             | ۴۰۰۰           | ۱۲۰            | ۲۲           | ۵                   | ۱۰۰                 |
| قوام‌آباد                 | بخش خفر شهرستان جهرم    | خاوران             | ۸۰۰            | ۳۷             | ۱۲           | ۲۰                  | ۴۰                  |
| لهجه مالی                | بخش خفر شهرستان جهرم    | نعمت‌آباد           | ۱۰۰            | ۴              | ۱۲           | ۱۲                  | ۶                   |
| مته کانی                 | بخش خفر شهرستان جهرم    | قالینی             | ۳۰۰            | ۸              | ۱۰           | ۴۵                  | ۳۰                  |
| مجدی                     | بخش خفر شهرستان جهرم    | قالینی             | ۵۰۰            | ۳۰             | ۱۵           | ۳۰                  | ۵۰                  |
| محمدآباد                 | بخش مرکزی شهرستان جهرم  | محمدآباد           | ۳۰۰۰           | ۱۵۰            | ۹            | ۱۵                  | ۲۰۰                 |
| مخستان                   | بخش خفر شهرستان جهرم    | خاوران             | ۳۰۰۰           | ۹۰             | ۳۶           | ۴۰                  | ۴۰۰                 |
| مرزو                     | بخش کردیان شهرستان جهرم | دنیان              | ۳۰             | ۱۸             | ۱۰           | ۳۰                  | ۴۰                  |
| مرزور                    | بخش مرکزی شهرستان جهرم  | هکان               | ۸۰             | ۱۲             | ۸            | ۱۰                  | ۱۵                  |
| مزرعه نو                 | بخش سیمکان شهرستان جهرم | جرمشت بالا         | ۳۰۰            | ۸              | ۴            | ۱۲                  | ۱۰                  |
| معین‌آباد                 | بخش مرکزی شهرستان جهرم  | هکان               | ۷۰۰            | ۴۵             | ۱۸           | ۲۰                  | ۱۵۰                 |
| ملک رئیسی                | بخش کردیان شهرستان جهرم | باباعرب            | ۱۱۰۰           | ۷۵             | ۱۲           | ۱۰                  | ۱۰                  |
| ملک نو                   | بخش کردیان شهرستان جهرم | هورموج             | ۱۰۰۰           | ۵۰             | ۲۸           | ۴۰                  | ۰                   |
| ملک نو                   | بخش خفر شهرستان جهرم    | اشکوری             | ۱۵۰۰           | ۳۰             | ۱۰           | ۳۰                  | ۸۰                  |
| منصورآباد                | بخش کردیان شهرستان جهرم | دهزیر              | ۱۵۰۰           | ۵۰             | ۱۸           | ۱۵                  | ۳۰                  |
| منصورآباد                | بخش خفر شهرستان جهرم    | خاوران             | ۴۰۰۰           | ۲۰۰            | ۳۰           | ۳۰                  | ۱۵۰                 |
| مهکی                     | بخش کردیان شهرستان جهرم | چنارسوخته          | ۲۵۰            | ۳۰             | ۱۲           | ۲۰                  | ۲۵                  |
| موردک                    | بخش مرکزی شهرستان جهرم  | گچ بروبالا         | ۱۲۰۰           | ۴۵             | ۱۳           | ۱۰                  | ۸۰                  |
| میرچوگی                  | بخش مرکزی شهرستان جهرم  | میرچوگی            | ۲۸۰۰           | ۱۴۰            | ۳۵           | ۱۰                  | ۶۰                  |
| میموالیاء                | بخش مرکزی شهرستان جهرم  | هکان               | ۳۰۰            | ۱۵             | ۱۱           | ۱۲                  | ۲۵۰                 |
| نو                       | بخش خفر شهرستان جهرم    | شاغون              | ۱۰۰۰           | ۴۰             | ۳۰           | ۶۰                  | ۸۰                  |
| نیگو                     | بخش مرکزی شهرستان جهرم  | آب انجیر           | ۲۰۰            | ۸              | ۲۵           | ۱۰                  | ۲۰                  |
| پسربانو                  | بخش خفر شهرستان جهرم    | کته                | ۴۰۰            | ۳۰             | ۲۰           | ۳۰                  | ۴۰۰                 |
| پشته                     | بخش خفر شهرستان جهرم    | قالینی             | ۴۰۰            | ۵۰             | ۸            | ۱۵                  | ۴۰۰                 |
| چاه بره                  | بخش کردیان شهرستان جهرم | چاه بره            | ۷۰۰            | ۲۵             | ۹            | ۱۵                  | ۱۰۰                 |
| چاه مروارید              | بخش کردیان شهرستان جهرم | قطب                | ۱۰۰۰           | ۴۵             | ۲۰           | ۱۰                  | ۲۰                  |
| چرگ                      | بخش خفر شهرستان جهرم    | چرگ                | ۱۵۰۰           | ۹۰             | ۱۳           | ۱۵                  | ۵۰۰                 |
| چعدک                     | بخش خفر شهرستان جهرم    | برایجان            | ۵۰۰            | ۱۸             | ۸            | ۴۰                  | ۱۵۰                 |
| چنار                     | بخش خفر شهرستان جهرم    | چغاده              | ۴۰۰            | ۳۰             | ۱۲           | ۴                   | ۵۰                  |
| چنارسوخته                | بخش کردیان شهرستان جهرم | چنارسوخته          | ۱۲۰            | ۷              | ۹            | ۲۰                  | ۲۰                  |
| چهارطاق                  | بخش سیمکان شهرستان جهرم | چهارطاق            | ۲۵۰۰           | ۱۳۵            | ۱۵           | ۱۰۰                 | ۲۴۰                 |
| کاروانسرا                | بخش سیمکان شهرستان جهرم | کلالی              | ۳۰۰            | ۱۶             | ۳            | ۱۴                  | ۱۰                  |
| کت نو                    | بخش خفر شهرستان جهرم    | خفر                | ۱۵۰            | ۸              | ۱۵           | ۲۰                  | ۰                   |
| کرفت                     | بخش خفر شهرستان جهرم    | کرفت               | ۳۰۰۰           | ۷۰             | ۳۵           | ۳۰                  | ۱۰۰                 |
| کشکر                     | بخش خفر شهرستان جهرم    | قالینی             | ۲۰۰            | ۲۰             | ۶            | ۴۰                  | ۱۰۰                 |
| کلانینا                  | بخش سیمکان شهرستان جهرم | جلگه زاوه          | ۱۲۰            | ۱۳             | ۵            | ۱۰                  | ۳۰                  |
| کناردان                  | بخش کردیان شهرستان جهرم | هورموج             | ۲۰۰۰           | ۱۰۰            | ۳۵           | ۴۰                  | ۹۰                  |
| کناری                    | بخش مرکزی شهرستان جهرم  | هکان               | ۶۰             | ۵              | ۹            | ۷                   | ۳۵                  |
| گروی                     | بخش خفر شهرستان جهرم    | صغاده              | ۱۰۰۰           | ۲۵             | ۳۰           | ۳۰                  | ۲۵                  |
| گریزان                   | بخش خفر شهرستان جهرم    | گریزان             | ۳۵۰            | ۱۲             | ۲۰           | ۲۵                  | ۳۴                  |
| گندال                    | بخش مرکزی شهرستان جهرم  | گچ بروبالا         | ۷۰۰            | ۳۵             | ۹            | ۲۵                  | ۱۰۰                 |
| گچ بروبالا               | بخش مرکزی شهرستان جهرم  | گچ بروبالا         | ۵۰۰            | ۲۵             | ۸            | ۲۰                  | ۵۰                  |